# Taegwan
Taegwan (Hán Việt: Đại Quán) là một huyện của tỉnh Pyongan Bắc tại Cộng hòa Dân chủ Nhân dân Triều Tiên. Huyện nằm trong vùng nội địa và giáp với Tongchang ở phía đông, Kusong và Taechon ở phía nam, Chonma ở phía tây, và Changsong cùng Sakchu ở phía bắc. Huyện được tách ra từ Sakju vào năm 1952.
Ranh giới của Taegwan là các dãy núi, với dãy núi Kangnam nhô lên ở phía bắc và dãy núi Chonma nằm ở phía tây. Sông Taeryong (대령강) chảy qua trung tâm của huyện, hợp lưu vào sông là các dòng suối nhỏ và chảy xiết. Taegwan có lượng mưa tương đối lớn với 1300 mm mỗi năm. Nhiệt độ trung bình là 7 °C, dao động từ -11,2 °C vào tháng 1 đến 22,5 °C vào tháng 8. Khoảng 83% diện tích của huyện là đất rừng; chỉ có 8,5% là đất canh tác.
Hầu hết đất trồng trọt là những ruộng khô, với ngô là cây trồng chủ đạo. Rừng là nơi thu hoạch gỗ xẻ cùng thảo mộc và hoa quả, đống vai trò là ngành kinh tế chính; Taegwan có cơ sở gỗ xẻ lớn nhất tỉnh, chuyên về gỗ cho khai mỏ và xây dựng. Vàng và graphit cũng được khai thác trên địa bàn, cũng có một nhà máy thủy điện nhỏ trên sông Taeryong. Tuyến đường sắt Pyongbuk chạy qua địa bàn huyện.
Năm 2008, dân số toàn huyện Taegwan là 69.565 người (33.374 nam và 36.191 nữ), trong đó, dân cư đô thị là 38.274 người (55%) còn dân cư nông thôn là 31.291 người (45%).